# Antichi dell'Universo
Gli Antichi dell'Universo (Elders of the Universe) sono un gruppo di supercriminali che compaiono nei fumetti statunitensi pubblicati dalla Marvel Comics. Il Collezionista fu il primo Antico ad apparire, e apparve in The Avengers (Vol. 1) n. 28 (maggio 1966), ma l'idea che fosse un membro di un gruppo conosciuto come gli Antichi non fu introdotta fino a The Avengers (Vol. 1) n. 174 (agosto 1966). 1978).

## Storia del gruppo
Gli Antichi dell'Universo sono gli ultimi sopravvissuti di razze altrimenti estinte. Ognuno di loro scoprì di avere una durata di vita potenzialmente infinita, dipendente dal mantenimento della volontà di continuare a vivere. Sono quindi conosciuti per le loro ossessioni personali (come il collezionismo, le gare di strategia o di forza, e vari campi di studio), ognuna delle quali perseguita fanaticamente. Sebbene i personaggi non siano veramente entità cosmiche, tutti hanno raggiunto un certo livello cosmico di potere e conoscenza legati alla loro particolare ricerca. Il primo incontro con gli eroi della Terra avviene quando il Collezionista arrivò sulla Terra cercando di espandere la sua collezione. Successivamente, il Gran Maestro creò la squadra di supercriminali dello Squadrone Sinistro come pedine per combattere i campioni del viaggiatore nel tempo Kang il Conquistatore, la squadra di supereroi dei Vendicatori.
Sebbene contrastati, il Gran Maestro e i suoi compagni Antichi si interessano alla Terra, e il Collezionista ha due incontri separati con i Vendicatori, il secondo termina con il suo omicidio da parte dell'entità Korvac. Il Gran Maestro inganna anche l'entità Morte facendole partecipare a una gara, che coinvolge ancora una volta molti degli eroi della Terra, che perde deliberatamente per resuscitare il Collezionista. Il Gran Maestro usurpa il controllo del regno della Morte e, dopo una battaglia tra i Vendicatori e i campioni del Gran Maestro, la Legione dei non-vivi, viene ingannato dai Vendicatori. Una Morte arrabbiata impedisce quindi agli Antichi di entrare nel suo regno, il che li rende effettivamente immortali ed è il vero obiettivo del Gran Maestro.
L'Antico conosciuto come il Campione dell'Universo ha un breve incontro con molti degli eroi più forti della Terra e li sfida a un incontro di boxe. Sebbene facesse loro usare la sua palestra personale per prepararsi, il Campione dell'Universo dovette squalificare Namor quando si rifiutò di abbassarsi all'allenamento e Doc Samson, che il Campione dichiarò non essere un degno avversario. È arrivato il giorno dell'incontro di boxe in cui il Campione dell'Universo affronta i suoi avversari. Dopo aver squalificato Thor, Hulk e Wonder Man per diversi motivi e aver sconfitto per KO Colosso e Sasquatch in un combattimento corpo a corpo, affronta Benjamin Grimm dei Fantastici Quattro. Alla fine, rendendosi conto che il Grimm sconfitto non si sarebbe mai sottomesso in nessuna circostanza, il Campione concede l'incontro e offre a Grimm il suo rispetto.
Un gruppo di undici Antichi successivamente unisce le forze e si incontra su Ego il Pianeta Vivente (che è anche considerato un Antico) nel tentativo di uccidere l'entità cosmica Galactus, che farebbe sbilanciare i concetti di Eternità e Morte e porre fine all'universo. Gli Antichi credono che, poiché ora sono immortali, sarebbero gli unici esseri a sopravvivere e sarebbero esseri supremi nel nuovo universo. Il piano, tuttavia, viene sventato dagli Araldi di Galactus, Silver Surfer e Nova. Galactus cattura e consuma cinque Antichi (Campione, Collezionista, Giardiniere, Gran Maestro e Corridore), ma altri tre Antichi (Astronomo, Possessore e Commerciante) vengono risucchiati in un buco nero e lo attraversano in un universo mistico. Due Antichi evitano l'ira di Galactus e la sua fame, il Contemplatore e l'Obliteratore. Entrambi si incontrano essendo apparentemente gli ultimi Antichi sopravvissuti conosciuti e tramano la loro vendetta contro l'universo.
Nonostante questa battuta d'arresto, gli otto Antichi continuano il loro complotto contro Galactus. Mentre i cinque Antichi all'interno di Galactus gli infliggono un caso fatale di "indigestione cosmica", i tre Antichi nel regno mistico cospirano con l'entità cosmica dell'Intermediario per ripristinarlo in cambio del suo ritorno alla loro realtà natale e della sua promessa per uccidere Galactus. Utilizzando Silver Surfer, Mister Fantastic e la Donna Invisibile (che Galactus aveva inviato alla ricerca delle Gemme dell'Infinito), l'Intermediario viene ripristinato e riporta gli Antichi alla loro realtà. Una volta lì, l'Intermediario tenta di uccidere Galactus, ma scopre che non può farlo. Quando annuncia invece la sua intenzione di scagliare Galactus nel buco nero, i tre Antichi, che volevano salvare i loro fratelli Antichi dall'interno di Galactus, lo minacciano con le altre cinque Gemme dell'Infinito per fermarlo. L'Intermediario risponde evocando la Morte e costringendola a negarli nonostante il suo voto. Di conseguenza, l'Astronomo, il Commerciante, il Possessore e il suo Bastone Runico sono apparentemente disintegrati. La nave che trasporta Galactus viene quindi gettata nel buco nero e passa attraverso il regno mistico dove i creatori degli Intermediario, Maestro Ordine e Lord Caos, costringono i cinque Antichi all'interno di Galactus a uscire dal suo corpo, ripristinando il divoratore di mondi. Durante la successiva battaglia tra Galactus e l'Intermediario, il quintetto viene infine convinto ad aiutare Galactus a sconfiggere il suo nemico. Qualche istante dopo, i cinque Antichi usano le loro Gemme dell'Infinito per viaggiare istantaneamente molto lontano da Galactus e dalla sua vendetta.
Un altro Antico, il Contemplatore (Era Mister Buda), si allea con il pirata spaziale Capitano Reptyl contro Silver Surfer, ma viene tradito e apparentemente ucciso. Si scopre che il Contemplatore è sopravvissuto, come una testa disincarnata, e tenta di governare l'Impero Kree, ma viene apparentemente distrutto dall'alieno amante della pace Cotati.
I cinque Antichi che erano stati precedentemente consumati da Galactus (Campione, Collezionista, Giardiniere, Gran Maestro e Corridore) vengono presi di mira dal Titano Thanos perché possiedono le Gemme dell'Infinito. Thanos li umilia a turno (il Giardiniere viene ucciso) e cattura le Gemme. L'Antico il Corridore ha un incontro con l'eroe Quasar durante il quale Eon descrive il Corridore come uno dei "circa mille Antichi di cui sono a conoscenza". Antichi precedentemente sconosciuti l'Esploratore, il Giudicatore e il Badante. Viene anche rivelato che il Contemplatore ucciso da Reptyl era in realtà uno Skrull, e non il vero Contemplatore.
Il Gran Maestro riappare e crea una nuova versione dello Squadrone Sinistro. Per gentile concessione di un fenomeno noto come Sorgente del Potere, una fonte interdimensionale di abilità sovrumane, il Gran Maestro aumenta i poteri dello Squadrone Sinistro e combattono la squadra di supereroi dei Nuovi Thunderbolts. Il Gran Maestro viene sconfitto dal Barone Helmut Zemo e lo Squadrone Sinister si disperde e fugge. Champion incontra l'eroina She-Hulk e aiuta la sua nemica Titania dandole la Gemma del Potere, attualmente in suo possesso
.
L'Astronomo, il Campione, il Gran Maestro, il Giudicatore e il Corridore viaggiarono sul pianeta Godthab Omega e furono testimoni dell'arrivo dell'Onda dell'Annihilation.
Dopo che Battleworld viene distrutto alla conclusione di "Secret Wars", gli Anziani esaminano i resti del pianeta e scoprono che pullulano di Potere Primordiale sotto forma di una "Isosfera". La loro incapacità di raggiungere un accordo reciprocamente vantaggioso riguardo alla proprietà dell'Isosfera spinge gli Anziani a organizzare una Gara di Campioni in cui il vincitore prende tutto, dalla quale alla fine vengono eliminati tutti tranne il Gran Maestro e il Collezionista.
Durante l'arco narrativo "Senza tregua", è stato rivelato che un Antico dell'Universo originariamente si chiamava Gran Maestro prima di essere sconfitto da En Dwi-Gast e bandito dalla realtà della Terra-616. A causa della ricostruzione del Multiverso, questo Antico dell'Universo ritornò dove prese il nome di Sfidante e assemblò la sua versione dell'Ordine Nero per affrontare il Gran Maestro e la sua Legione Letale.
La trama di "Empyre" ha introdotto un Antico dell'Universo chiamata Profittatrice.

## Poteri e abilità
Ogni Antico dell'Universo possiede una frazione di quello che viene definito il Potere Primordiale, resti delle energie primordiali del Big Bang che ancora permeano l'universo. Il Potere Primordiale può essere utilizzato per produrre un'ampia gamma di effetti, tra cui l'aumento degli attributi fisici (forza, durabilità, velocità), ristrutturazione molecolare, creazione di campi di forza, teletrasporto e numerose altre abilità. Alcuni Antichi hanno incorporato questo potere nelle loro singolari ossessioni e ne hanno sviluppato il potenziale in se stessi (ad esempio Campione, Corridore), mentre altri hanno mescolato a vari livelli quel potere con strumenti o risorse che le loro ossessioni offrivano loro (ad esempio Contemplatore, Gran Maestro, Obliteratore) o addirittura in gran parte lo ignoravano come irrilevante o dannoso per le loro attività (ad esempio giardiniere, collezionista).
Ogni Antico ha sviluppato abilità legate al proprio particolare campo di interesse nel corso di una vita misurata in miliardi di anni. Nei loro particolari campi di attività (ad esempio Gran Maestro in strategia, Assistente in medicina), hanno livelli sovrumani di talento e competenza essenzialmente senza rivali.

## Membri
- Architetto - Un costruttore e progettista di costrutti[24][25].
- Astronomo / Seginn Gallio - Un cronista di stelle, galassie e altri oggetti ed eventi celesti[26][27][28].
- Badante / Rubanna Lagenris Quormo - Un'ostetrica e guaritrice di entità cosmicamente significative, nonché aiutante di Origin[29][30][31].
- Campione dell'Universo / Tryco Slatterus – Un maestro del combattimento senza armi che cerca nuove opportunità per sconfiggere i più grandi combattenti di vari mondi e specie[32][33].
- Carina Korvac / Carina Tivan – Figlia del Collezionista considerata un'Anziana dell'Universo a causa della sua stirpe[34].
- Collezionista / Taneleer Tivan – Colleziona artefatti e forme di vita (originariamente per proteggerli, ora apparentemente per il gusto di collezionarlo stesso)[35].
- Commerciante / Cort Zo Tinnus - Un maestro negoziatore ossessionato dal commercio, dal commercio, dal profitto e dalla persuasione[36][37].
- Contemplatore / Tath Ki - Un filosofo che cerca di comprendere ed esplorare gli aspetti spirituali e mentali della realtà[38][39].
- Corridore / Gilpetperdon – Un viaggiatore ed esploratore focalizzato sulla libertà di vedere e sperimentare l'intero universo di persona[40].
- Ego, il pianeta vivente – Si è unito al gruppo durante la lotta contro Galactus. Si qualifica come Antico poiché è "l'ultimo sopravvissuto" della sua specie, nel senso che ne è l'unico membro[41][42].
- Esploratore / Zamanathan Rambunazeth - Un viaggiatore che cerca luoghi ed eventi nuovi, oscuri e/o difficili da raggiungere in tutto l'universo[43].
- Gara - Una Viscardi che ha affrontato la Divinità Celestiale dopo che uno dei numerosi tentativi della sua specie di uscire dal suo pianeta è fallito. Gara è stata definita da lei stessa e da altri come l'Antico dell'Universo. Non è noto se faccia parte del gruppo che si fa chiamare così, ma essendo l'unica sopravvissuta di una specie primitiva, si qualificherebbe come tale. La sua età apparente è di oltre 12 miliardi di anni[44].
- Giardiniere / Ord Zyonz - Viaggia in tutto l'universo seminando mondi con vita vegetale e biomi e modellandoli per adattarli ai suoi ideali estetici[45][46].
- Giudicatore – Un legislatore che cerca controversie e crimini nuovi e unici su cui giudicare, anche tra i suoi colleghi Antichi[43].
- Gran Maestro / En Dwi Gast - Un giocatore di giochi cosmici che cerca di padroneggiare, eccellere e inventare gare di strategia sempre più impegnative[47][48].
- Obliteratore / Maht Pacle – Un cacciatore ossessionato dal perseguire e uccidere la vita senziente come forma di sport. Divenne un Antico dopo aver ucciso sistematicamente ogni altro membro della sua specie[49][50].
- Padre Tempo – Un manipolatore del tempo. Il suo scopo definitivo non è esplicitamente dichiarato[51].
- Possessore / Kamo Tharnn - Un bibliotecario e studioso che persegue l'acquisizione, il possesso, la catalogazione e la diffusione di tutta la conoscenza possibile[52][53].
- Profittatrice - Un Antico dell'Universo a lungo nascosto e la sorella dell'En Dwi Gast la cui unica ambizione è l'acquisizione di ricchezza[22].
- Promotore / Xirena Awhina - È ossessionata dall'organizzazione e dalla promozione di eventi di intrattenimento nuovi, unici e/o cosmicamente epici[54][55].
- Sfidante – Un giocatore di giochi cosmici e il Gran Maestro originale prima di perdere il titolo contro En Dwi Gast[56].
- Voyager / Va Nee Gast / "Valerie Vector" - Figlia del Gran Maestro che è considerato un Antico dell'Universo a causa della sua linea di sangue[57][58][59].

## Altri media

### Televisione
- Il Gran Maestro appare nell'episodio "Fantastici Quattro: I più grandi eroi del mondo" "Contest of Champions", doppiato da French Tickner.
- Il Gran Maestro appare nell'episodio di Super Hero Squad Show "Chi la continuità vorrebbe distruggere!", doppiato da John O'Hurley.
- Il Collezionista appare in Hulk e gli agenti S.M.A.S.H., doppiato da Jeff Bennett.[60][61]
- Il Collezionista e il Gran Maestro appaiono nell'episodio in quattro parti "Ultimate Spider-Man" "Contest of Champions",[62] con entrambi doppiati da Jeff Bennett.[61]
- I membri degli Anziani dell'Universo appaiono in Guardiani della Galassia (2015).[61]
- Il Collezionista appare in Lego Marvel Avengers: Code Red, doppiato da Haley Joel Osment.[61]

### Marvel Cinematic Universe
- Taneleer Tivan / Il collezionista appare nei film live-action Thor: The Dark World (2013)[63][64], Guardiani della Galassia (2014) e Avengers: Infinity War (2018), interpretato da Benicio del Toro. Inoltre, nella serie animata Disney+ What If...? appare una versione della timeline alternativa. episodio "E se... T'Challa diventasse uno Star-Lord?"
  - Una variazione di Carina appare anche in Thor: The Dark World, Guardiani della Galassia e What If...?, interpretata da Ophelia Lovibond. Questa versione è un servitore del Collezionista invece di sua figlia.
- Ego, il pianeta vivente, appare in Guardiani della Galassia Vol. 2 (2017) e What If...?, interpretato da Kurt Russell. Questa versione si riferisce a se stesso come a un Celestiale e a un dio "con la g minuscola", in contrapposizione a un Antico.
- En Dwi Gast / Il Gran Maestro, interpretato da Jeff Goldblum, appare nei film live-action Guardiani della Galassia Vol. 2 e Thor: Ragnarok (2017)[65]. Inoltre, in What If...? vengono visualizzate diverse versioni della sequenza temporale alternativa.